# アメリカ交響楽団
アメリカ交響楽団 (American Symphony Orchestra)は、1962年に当時80歳だったレオポルド・ストコフスキーによって創設された、ニューヨークを拠点にするアメリカの交響楽団。

## 概要
ストコフスキーは90歳になった1972年の5月まで楽団の指揮者を務め、その後イングランドに戻った。ストコフスキー時代は「若い人にオーケストラ演奏のチャンスを与える」ため、基本的に固定した楽員を持たず、演奏会ごとの1回契約と言う形がとられていた。
現在の音楽監督はレオン・ボットスタインが務めている。アメリカ交響楽団はリンカーン・センターでのサブスクリプション・シリーズのほか、「クラシックス・デクラシファイド」と銘打ったオーディエンス参加型のレクチャー・コンサート・シリーズをシンフォニー・スペースで開催している。また、ウインター･コンサート･シリーズと夏にブラッド音楽祭を開催するバード大学のリチャード・B・フィッシャー舞台芸術センターの専属オーケストラでもある。世界ツアー公演のほか、数多くのレコーディングや演奏放送も行う。1994年1月から2月にかけて、ボットスタインに率いられ日本を訪れた。
ASOはボットスタインのリーダーシップのもと、文学や芸術、歴史などのテーマ性を持った公演プログラムを組むオーケストラの先駆けとなった。さらに有名作曲家のマイナーな作品や、比較的無名に近い作曲家の佳作など、リンカーン・センターのエイブリー・フィッシャー・ホール専属オーケストラであるニューヨーク・フィルハーモニックが普段演奏しないような作品を積極的に公演に取り入れている。

## 音楽監督
- レオポルド・ストコフスキー (1962年 - 1972年)
- 秋山和慶 (1973年 - 1978年)
- セルジュ・コミッシオーナ (1978年 - 1982年)[1]
- モーシェ・アツモン (1982年 - 1984年) 首席指揮者
- ジュゼッペ・パターネ (1982年 - 1984年) 首席指揮者[2]
- ジョン・マウチェリ (1985年 - 1987年)
- キャサリン・コメット (1990年 - 1992年)[1]
- レオン・ボットスタイン (1992年 - )[3]